# Galocatequina
Galocatequina ou galocatecol é um flavan-3-ol, um tipo de composto químico orgânico que faz parte catequina, com o resíduo galato estando em uma posição isomérica trans;[carece de fontes?] o isômero cis é a epigalocatequina.